# Острова Дулебы
Острова Дулебы (бел. Астравы Дулебы) —  республиканский заказник, располагающийся в Белыничском (4964 га) и Кличевском (21636 га) районах Могилёвской области Беларуси. Включён в Рамсарский Список водно-болотных угодий международного значения.

## Описание
Заказник был образован в 1998 года по решению Совета Министров Республики Беларусь (от 17.06.1998 № 947) с целью сохранения природного комплекса, который включает болотный массив и ценный лесной массив.
Острова Дулебы представляют собой уникальную водно-болотную экосистему. Болотными водами заказника питаются реки Должанка, Дулебка, Тереболь, Рожанка, Водоноска. На территории заказника находится два озера — Подозерище (площадью 21,4 га) и Дручанское (площадью 1,9 га).
Лес занимают 76 % площади заказника, а болота — 11 %, воды, кустарниковые заросли, луга, пустоши — 11 %. В лесной части преобладают сосновые и берёзовые леса.
На территории заказника запрещена разбивка туристических лагерей, а также разведение костров. Однако, имеются разработанные маршруты для пеших походов по болотам. Стоянка автомобильного транспорта разрешается только в специально отведённых местах.
Территория заказника относится к землям лесного фонда Кировского, Дручанского, Долговского, Усакинского и Колбчанского лесничеств (всего 26 600 га).
21 ноября 2024 года республиканский гидрологический заказник «Острова Дулебы» преобразован в республиканский заказник «Острова Дулебы».

## Флора и фауна
На территории заказника произрастает 705 видов высших сосудистых растений, из них 12 включены в Красную книгу Республики Беларусь.
Фауна наземных позвоночных животных включает 170 видов, из которых млекопитающие — 37 видов, птицы — 119 видов, амфибии — 8 видов, рептилии — 6 видов. Суммарно 22 вида животных, обитающих в заказнике включены в Красную книгу.

## Продвижение заказника
В г. Кличеве ежегодно проводится эко-арт фестиваль «Острова Дулебы», который направлен на популяризацию идей устойчивого развития, рационального и эффективного управления природными ресурсами, повышения человеческого потенциала, возрождения историко-культурного наследия, сохранения экологии и адаптации к изменениям климата, маркетинга территории и развитие туризма.